# Shulamit Aloni

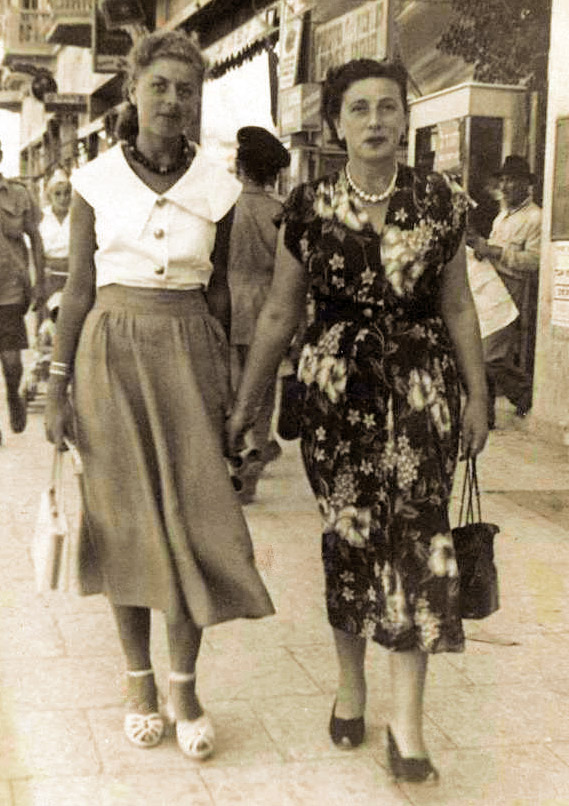
Shulamit Aloni con su madre.

Shulamit Aloni (en hebreo: שולמית אלוני‎) (Tel Aviv, 29 de noviembre de 1928-Kfar Shmaryahu, 24 de enero de 2014) fue una política de izquierdas israelí. Ministra en varios gobiernos y miembro de la Knesset, Aloni fue activista por los derechos humanos y una férrea defensora de los derechos de las minorías.

## Biografía
Aloni nació en Tel Aviv en 1928, hija de una familia rabínica de origen polaco, los Adler-Shula.
Era maestra especialista en textos bíblicos.
Estudió en la escuela Beit ha-Kerem High School en Jerusalén y realizó un postgrado en la Beit ha-Kerem Teacher’s Training College.
Desde muy joven fue miembro de la Hashomer Hatzair.
Realizó sus estudios en derecho en la Universidad Hebrea de Jerusalén recibiéndose en 1955.
Aloni fundó una escuela para inmigrantes, el primer refugio para mujeres víctimas de violencia de género y un programa de radio. También trabajó como periodista. Además organizaba matrimonios civiles fuera de Israel.
Estuvo casada 36 años con Reuven Aloni con quien vivía en una modesta casa en Kfar Shemaryahu y con quien tuvo tres hijos: Dror en 1953, Nimrod en 1956 y Udi Ehud en 1956.
Falleció el 24 de enero de 2014. A su funeral concurrieron miles de israelíes.

## Trayectoria

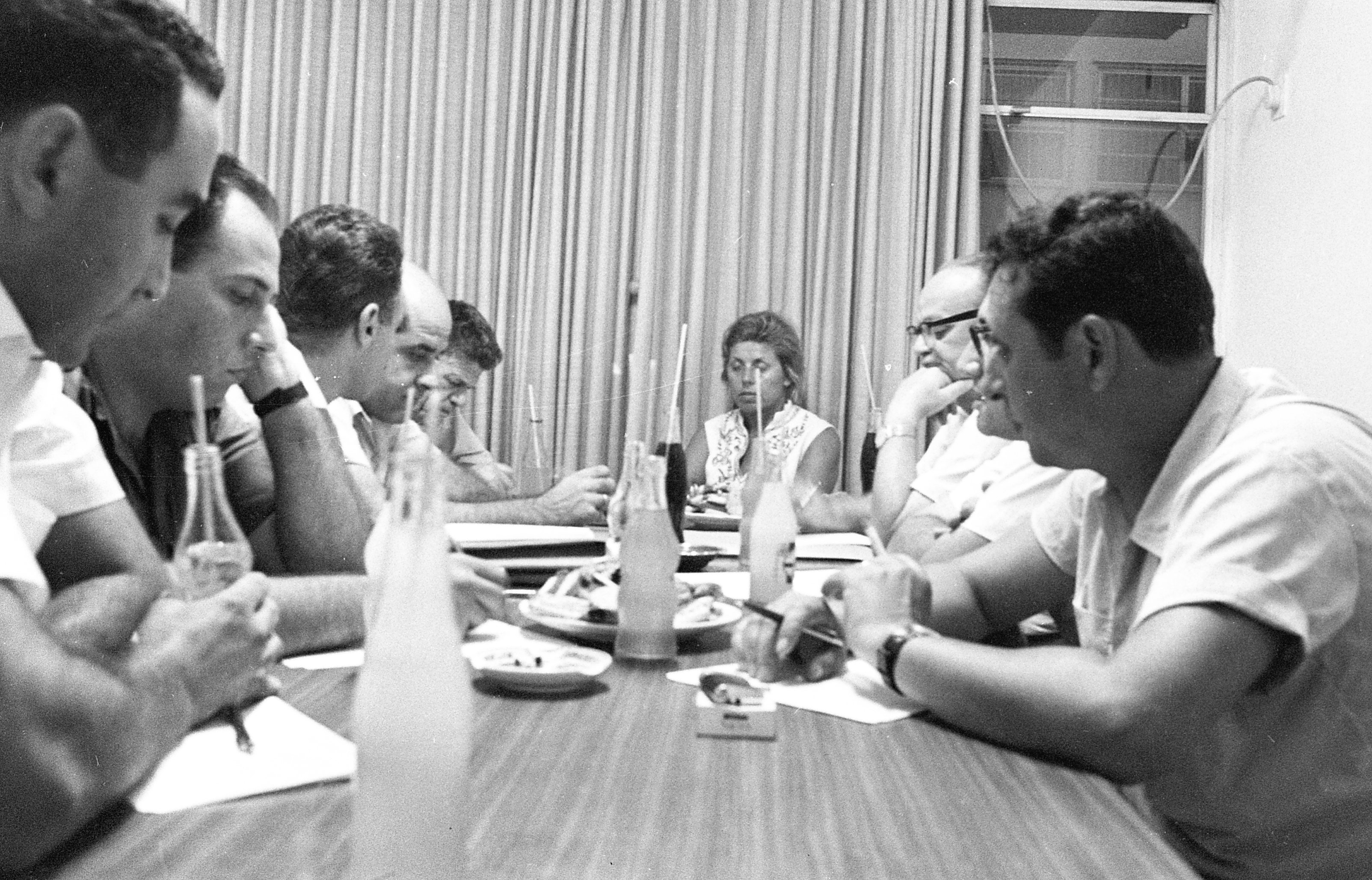
Shulamit Aloni en una reunión 1969

En 1948 peleó en la guerra por la independencia del estado de Israel.
En 1965 fue elegida para el parlamento por el partido Ma'arach, predecesor del Partido Laborista.
En las elecciones de 1974 renunció al partido laborista y fundó el partido Ratz. Ese año fue ministra del gobierno de Yitzhak Rabin pero renunció con motivo de la coalición con el partido religioso. Ella no estaba de acuerdo con la unión estado y religión.
Fundó Ratz, el Movimiento por los Derechos Civiles y la Paz y fundó el Centro Internacional para la Paz en Oriente Próximo.
En 1984 el movimiento Paz ahora obtuvo cinco escaños en la Knesset. Eso la convirtió en miembro destacado del movimiento pacifista israelí.
En 1991 Ratz formó una alianza con Mapam y con Shinui, fundando el partido Meretz del cual Aloni fue una de las fundadoras. Aloni dirigía dicho partido y realizó una coalición con Yitzhak Rabin y fue nombrada Ministra de Educación y Cultura en 1992 y 1993.
Luego fue nombrada Ministra de la Ciencia y las Artes desde entonces hasta 1996.
En 2000 le fue otorgado el premio Israel en honor a su carrera y contribuciones a la sociedad israelí.

## Premios
- En 1998, Aloni recibió el premio Emil Grunzweig Human Rights por la Asociación por los derechos civiles en Israel (Association for Civil Rights in Israel)[5]
- En 2000, recibió el Israel Prize, por su contribución a la sociedad y el estado de Israel.[6][7]

## Publicaciones
Aloni escribió seis libros. Entre ellos Democracy in Shackles (Demokratia be'azikim), Am Oved (en hebreo), En castellano existen traducidos El otro Israel: voces de rechazo y disidencia, Madrid, Editorial Popular, 2004, sobre el conflicto árabe-israelí y  El ciudadano y su país o The Citizen and His Country de 1958, texto estudiado en las escuelas secundarias de su país.